# Slag bij Mohács (1526)
De Slag bij Mohács (Hongaars: mohácsi csata of mohácsi vész, Turks: Mohaç Savașı of Mohaç Meydan Savașı) is een veldslag die op 29 augustus 1526 werd uitgevochten tussen het koninkrijk Hongarije onder leiding van koning Lodewijk II van Hongarije en het Ottomaanse Rijk onder leiding van Süleyman I. 
De slag resulteerde in een Hongaarse nederlaag waarbij koning Lodewijk II om het leven kwam toen hij het slagveld probeerde te ontvluchten.

## Aanloop
Bij het begin van de zestiende eeuw was het Ottomaanse Rijk een belangrijke militaire macht geworden die grote delen van Europa en het Midden-Oosten beheerste. Het kon meer dan 100.000 soldaten mobiliseren, plus grote reserves uit een aanzienlijk aantal onderdanen. De Hongaren konden dit op geen stukken na evenaren.
Süleyman I kon zijn strijd tegen de Safawiden niet verder zetten en liet zijn oog vallen op het christelijke Europa. Hij had door Belgrado (1521), Orșova (1522) en Szörény (1524) te bezetten al de Donau in handen, tot aan Belgrado.

## De Slag
De Hongaren vielen aan terwijl Süleymans leger zich nog schijnbaar aan het opstellen was. Terwijl de Ottomaanse troepen zich terugtrokken, werd het Hongaarse leger te gierig en ze zetten de achtervolging in om het af te maken. Ondertussen waren de Ottomaanse kanonnen en musketten in gereedheid gebracht. Het was duidelijk een val en het Hongaarse leger liep er blindelings in. Terwijl de Ottomaanse kanonnen veel Hongaarse slachtoffers maakten in het centrum, rukte de Ottomaanse cavalerie langs beide flanken om hen in te sluiten. De Hongaarse soldaten begonnen in paniek heen en weer te lopen, er was totale chaos. De Ottomaanse cavalerie maakte het werk af. Vandaar dat er maar 1400 slachtoffers zijn langs Ottomaanse zijde terwijl dit 20.000 is langs Hongaarse zijde. Deze veldslag toont duidelijk de superioriteit van de Ottomaanse artillerie en technologie in de middeleeuwen. Lodewijk kon niet op tijd vluchten en werd gedood. Na 150 jaar oorlog was Hongarije niet langer in staat het Ottomaanse Rijk tegen te houden.

## Nasleep

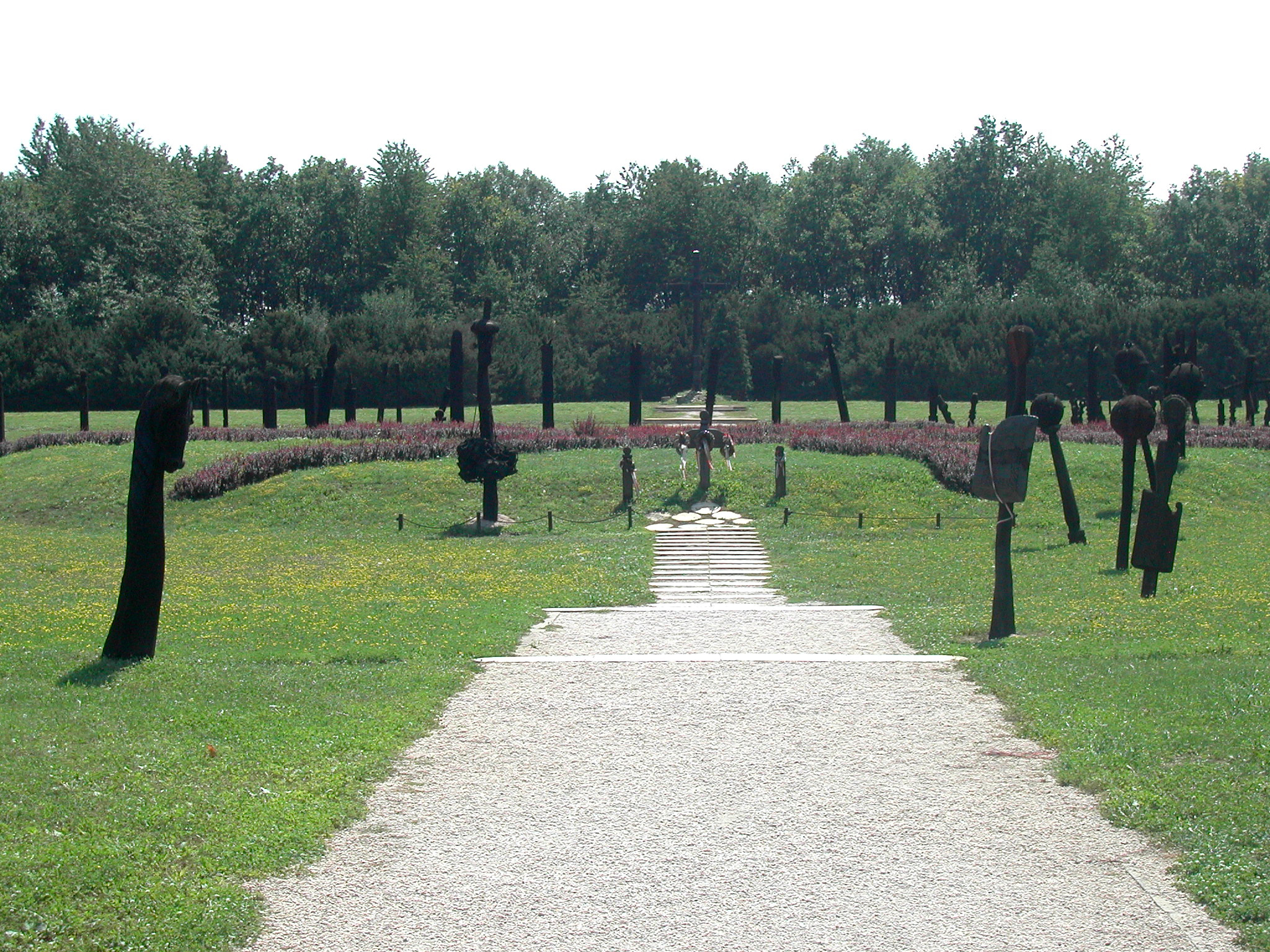
Monument van de slag in Mohács

Door de dood van koning Lodewijk II kwam Hongarije in een politiek vacuüm terecht. De troon van Hongarije werd betwist tussen Johan Zápolya en Ferdinand I van Habsburg. Ferdinand werd gesteund door zijn vrouw Anna, de zuster van Lodewijk II en een aantal, veelal lagere, edelen uit het westen en noorden van het koninkrijk. János Zápolya ontving vooral steun van de magnaten en de Transsylvaanse edelen. In 1541 werd het land definitief opgedeeld in een Habsburgs, Turks en Transsylvaans deel.